# Léonard Specht
Léonard Specht (* 16. April 1954 in Mommenheim, Bas-Rhin) ist ein ehemaliger französischer Fußballspieler. Er ist 18-maliger französischer Nationalspieler.

## Karriere

### Verein
Specht begann seine Karriere 1970 bei Racing Straßburg. Nachdem er zunächst in der Reservemannschaft eingesetzt worden war, gab er am 21. Januar 1973 bei einer 0:1-Niederlage gegen den FC Metz sein Debüt im Profifußball. In der Folge etablierte sich Specht bei den Profis und kam bis zum Ende der Saison insgesamt 18 Einsätze in der Division 1 (heute Ligue 1). In der Saison 1973/74 war er Stammspieler bis Januar 1974; erst am 12. April 1974 im Spiel gegen den CS Sedan spielte er wieder.
Der Durchbruch gelang dem damals 20-jährigen Specht in der Saison 1974/75, als er für Racing in 31 Punktspielen in der Division 1 auflief. Als Straßburg nach der Saison 1976/77 aus der Division 1 abstieg, hatte er im Spiel gegen Girondins Bordeaux seinen ersten Treffer im Profifußball erzielt. Ein Jahr später gelang Racing Straßburg der direkte Wiederaufstieg, wobei Léonard Specht mit sechs Toren in 34 Partien Anteil an der Rückkehr der Straßburger in die Erstklassigkeit hatte. Als Aufsteiger qualifizierte sich Racing Straßburg in der Saison 1977/78 für den UEFA-Pokal. Sein Debüt im Europapokal gab Specht am 13. September 1978 bei der 0:2-Niederlage im Erstrunden-Hinspiel gegen den schwedischen Vertreter IFK Göteborg. Im UEFA-Pokal scheiterten Racing und Specht erst im Achtelfinale am damaligen deutschen Bundesligisten MSV Duisburg. In der Liga trug Specht mit zwei Toren in allen 38 Partien zum Gewinn des französischen Meistertitels bei. Als Meister nahm man in der Folgesaison am Europapokal der Landesmeister teil.
Sein Debüt im Europapokal der Landesmeister absolvierte Specht am 19. September 1979 beim 2:1-Sieg im Erstrunden-Hinspiel gegen IK Start. Im Wettbewerb erreichte man das Viertelfinale und schied gegen Ajax Amsterdam aus. In der Liga erreichte Racing den fünften Tabellenplatz; Specht kam auf 37 Einsätze. 1982 verließ er den Verein nach 325 Erstligaeinsätzen.
Specht wechselte zu Girondins Bordeaux und kam mit dem Verein im UEFA-Pokal bis in die dritte Runde, in der sie am rumänischen Vertreter Universitatea Craiova scheiterten. Specht kam im Turnierverlauf zu sechs Einsätzen. In der Liga bestritt er 34 Einsätze, womit er Anteil an der erneuten UEFA-Pokalteilnahme hatte; man schied jedoch gegen den DDR-Oberligisten 1. FC Lokomotive Leipzig aus. Specht kam in beiden Spielen zum Einsatz.
In der Liga gewann Specht als Stammspieler mit Girondins Bordeaux die Meisterschaft. Dadurch spielte er zum zweiten Mal in seiner Karriere im Europapokal der Landesmeister, wo die Aquitanier im Halbfinale gegen Juventus Turin ausschieden. In der Liga gelang Girondins Bordeaux der erneute Gewinn des Meistertitels und nahm somit erneut am Europapokal der Landesmeister teil, wo sie in der ersten Runde gegen Fenerbahçe Istanbul ausschieden In der Saison 1985/86 gewann Girondins den französischen Pokal. Dadurch spielte Specht 1986/87 mit der Mannschaft im Europapokal der Pokalsieger, aus dem man im Halbfinale erneut gegen den 1. FC Lokomotive Leipzig ausschied.
Zur Saison 1987/88 kehrte Specht zum Racing Straßburg zurück, die mittlerweile in der Division 2 (heute Ligue 2) spielten und trug mit einem Tor in 34 Partien zum Wiederaufstieg bei In der Folgesaison spielte er noch 28-mal, ehe er nach dem Wiederabstieg seine Karriere beendete.

### Nationalmannschaft
Am 8. November 1978 gab Specht sein Debüt in der französischen Nationalmannschaft im Spiel gegen Spanien und erzielte dabei den Treffer zum 1:0-Sieg. Er kam auch in der Qualifikation zur Fußball-Europameisterschaft 1980 zum Einsatz; die Qualifikation wurde deutlich verfehlt. Bei der Qualifikation zur Fußball-Weltmeisterschaft 1982 bestritt er zwei Spiele in der ersten Hälfte der Qualifikation. Sein vorerst letztes Länderspiel machte er am 28. April 1982 bei einer 0:1-Niederlage gegen Peru. Sein Comeback gab er am 3. April 1985 im Qualifikationsspiel zur Fußball-Weltmeisterschaft 1986 gegen Jugoslawien. Sein letztes Länderspiel machte Specht am 2. Mai 1985 bei der 0:2-Niederlage in der Qualifikation zur WM-Endrunde 1986 gegen Bulgarien.

### Nach der aktiven Laufbahn
Nach seinem Karriereende im Sommer 1989 übernahm Specht zunächst die Leitung des Nachwuchsbereiches von Racing Straßburg. Nach kurzer Zeit wurde er im September 1989 Trainer der Profimannschaft als Nachfolger von Gérard Banide. Mit der Mannschaft verpasste er in den Barragespielen zweimal den Wiederaufstieg in die Division 1. Im Jahre 1991 übernahm der Meistertrainer von 1979, Gilbert Gress, das Traineramt und Specht kehrte in den Nachwuchsbereich zurück, den er bis 1995 leitete.
Nach dreijähriger Tätigkeit bei Lohr Industrie versuchte er sich ab 1998 beim FC Sochaux als Sportdirektor, kehrte aber nach zwei Jahren zu Lohr Industrie nach Duppigheim zurück. Als Vertrauensmann von Firmenchef Robert Lohr, der 2007 20 % der Anteile an Racing übernommen hatte, übernahm er beim Klub einen Vorstandsposten. Im Juni 2009 wurde er zum neuen Präsidenten gewählt, blieb aber nur bis zum August im Amt.